# キャナルシティ劇場
キャナルシティ劇場（キャナルシティげきじょう）は、福岡県福岡市博多区の複合商業施設「キャナルシティ博多」のシアタービル最上階に位置する劇場。

## 概要
福岡地所が所有し、シアターマネジメント福岡が運営、興行する地方劇場。演劇、コンサート、古典芸能などを公演。

## 歴史
1996年に、劇団四季初の専用常設劇場「福岡シティ劇場」として開館した。これまで「オペラ座の怪人」、「キャッツ」、「ライオンキング」、「美女と野獣」などを上演。客席数は1,144席。2006年には、ディズニー・ミュージカル「アイーダ」の国内第3の上演地となった。
キャナルシティのディベロッパーである福岡地所の親会社が福岡シティ銀行であり、誘致の中心となったことから、その名がつけられた。現在は、同行を引き継いだ西日本シティ銀行と、西日本新聞社が劇場の運営に深くかかわる。かつてはRKB毎日放送も加わっていたが、四季側が特定のマスメディアに偏ることに危惧を感じたせいか、現在は一歩引いており、その分、NHK福岡放送局を含めた他の在福放送局でも、以前に比べて宣伝露出が増えている。
近年は入場者が伸び悩み、赤字が続いていたこともあり、運営会社のCEO役でもある浅利慶太は2010年1月26日に記者会見を開き、同年3月いっぱいで専用劇場契約を解除することを発表した。その翌年の九州新幹線鹿児島線全線開業についても集客力向上には必ずしも繋がらないとの見方を示した。なお、劇団四季は公式サイトに於いて浅利の会見内容をそのまま掲載した。
しかしその発表後、公演の継続を望むメールが500通寄せられたことから、2010年2月7日に再度記者会見を開き8月まで公演を延長することになった。だが、2010年4月23日の記者会見で公演継続企画として実施していた「クレイジー・フォー・ユー」の入場率が予想の70%を下回り57.8%になったことや、「エビータ」の前売り状況が思わしくないことから、当初予定していた「春のめざめ」（6-7月開催）および「ファミリーミュージカル」（8月の子ども招待公演）を中止するとともに専用劇場契約の解除を発表し、2010年5月8日の「エビータ」の千秋楽をもって、常設公演を終了した。以降は、年に数ヶ月の公演を同地で行っている（次述）。
劇団四季の常設公演終了後に、劇団四季以外の舞台にも使用できるよう、舞台・照明・音響機材など購入整備を進め、併せて舞台吊り物機構及びホワイエ廻りの改修工事を実施。2010年11月30日、「キャナルシティ劇場」としてリニューアルオープン。プレオープン公演として、長野博・佐藤江梨子主演の「りんご　木村秋則物語」を上演。本格オープンは、12月3日から開幕する「カーディガン」（中井貴一・市原隼人主演）を上演。以後数多くの舞台やコンサートなどが上演されているが、2011年4月3日より常設公演終了以来となる劇団四季のミュージカル「ウィキッド」が5か月限定で上演され、翌2012年も6月より「サウンド・オブ・ミュージック」が5か月間上演された。
改装を経て2017年6月から再び劇団四季による専用劇場となった。復活初演は「アンデルセン」、8月11日からは「リトルマーメイド」ロングラン公演など。
2022年をもって契約が終了し、サンライズプロモーション東京運営の劇場として様々な演劇を興行。劇団四季も全国巡回公演の福岡会場として時折使用しているが、2025年秋に「オペラ座の怪人」で数か月劇場を使用することが決まっている。

## 劇団四季上演作品
- 1996年
  - オペラ座の怪人（5月19日 - 1997年1月21日）
- 1997年
  - エビータ（2月25日 - 5月5日）
  - ヴェニスの商人（5月13日 - 5月22日）
  - 美女と野獣（7月15日 - 1998年5月16日）
- 1998年
  - キャッツ（7月1日 - 1999年5月9日）
- 1999年
  - ソング&ダンス（6月16日 - 7月11日）
  - ジーザス・クライスト＝スーパースター エルサレムバージョン（8月8日 - 9月5日）
  - コーラスライン（9月15日 - 10月31日）
  - 壁抜け男（11月14日 - 2000年1月16日）
- 2000年
  - スルース(探偵)（2月4日 - 2月20日）
  - 夢から醒めた夢（3月8日 - 4月9日）
  - クレイジー・フォー・ユー（4月29日 - 8月6日）
  - ふたりのロッテ（8月10日 - 8月20日）
  - ソング&ダンス（9月15日 - 10月15日）
  - ミュージカル李香蘭（11月9日 - 11月26日）
- 2001年
  - ライオンキング（4月17日 - 2003年3月23日）
- 2003年
  - コンタクト (Contact)（5月11日 - 7月6日）
  - オペラ座の怪人（8月10日 - 2004年3月28日）
- 2004年
  - ジーザス・クライスト＝スーパースター エルサレムバージョン（5月23日 - 6月13日）
  - ユタと不思議な仲間たち（6月29日 - 7月22日）
  - 王様の耳はロバの耳（7月30日 - 8月8日）
  - 人間になりたがった猫（8月14日 - 8月29日）
  - ソング&ダンスPART2（9月11日 - 10月17日）
  - ミュージカル異国の丘（11月14日 - 12月5日）
- 2005年
  - 美女と野獣（5月8日 - 2006年1月22日）
- 2006年
  - アイーダ（4月16日 - 2007年1月8日）
- 2007年
  - ブラックコメディ（2月3日 - 2月18日）
  - 夢から醒めた夢（3月1日 - 3月31日）
  - マンマ・ミーア!（5月19日 - 9月30日）
- 2008年
  - ライオンキング（1月6日 - 2009年8月30日）
- 2009年
  - ウェストサイド物語（9月21日 - 11月8日）
  - 劇団四季 ソング&ダンス55ステップス（11月19日 - 2010年1月3日）
- 2010年
  - コーラスライン（1月14日 - 2月7日）
  - クレイジー・フォー・ユー（4月1日 - 4月18日）
  - エビータ（4月29日 - 5月8日）
- 2011年
  - ウィキッド（4月3日 - 8月28日）
- 2012年
  - サウンド・オブ・ミュージック（6月24日 - 10月14日）
- 2013年
  - 劇団四季 ソング&ダンス 60 感謝の花束（8月21日 - 8月25日）
- 2014年
  - キャッツ（4月20日 - 10月4日）
- 2015年
  - 王子とこじき（9月12日）
  - クレイジー・フォー・ユー（9月20日 - 9月25日）
  - コーラスライン（12月29日 - 2016年1月4日）
- 2016年
  - 美女と野獣（3月13日 - 8月28日）
  - ガンバの大冒険（9月18日）
  - ウェストサイド物語（12月29日 - 2017年1月9日）
- 2017年
  - アンデルセン（6月10日 - 6月22日）[4]
  - リトルマーメイド（8月11日 - 2018年11月4日）[4]
- 2018年
  - ソング&ダンス65（11月23日 - 12月9日）
  - 恋におちたシェイクスピア（12月23日 - 2019年1月6日）
- 2019年
  - ライオンキング（3月24日 - 2020年1月13日）
- 2020年
  - ノートルダムの鐘（2月17日 - 4月1日）[5][6]
  - パリのアメリカ人 （新型コロナウイルス感染拡大の為全公演中止）[5][7]
  - マンマ・ミーア!（10月1日 - 2021年1月3日）
- 2021年[8]
  - コーラスライン（1月30日 - 2月11日）
  - 劇団四季 The Bridge ～歌の架け橋～（3月14日 - 3月28日）[9]
  - ロボット・イン・ザ・ガーデン（4月29日 - 5月16日）
  - キャッツ（7月27日 - 2022年4月17日）[10][11][12]
- 2023年
  - ジョン万次郎の夢（8月14日・8月15日）
  - クレイジー・フォー・ユー（12月12日 - 12月17日）
- 2024年
  - エルコスの祈り（8月6日・8月7日）
  - ジーザス・クライスト＝スーパースター エルサレムバージョン（9月10日 - 9月15日）
- 2025年
  - 赤毛のアン（4月21日・4月22日）
  - オペラ座の怪人（9月15日 - 2026年4月5日予定）[13]

## 沿革
- 1996年5月19日 - 劇団四季の専用劇場として福岡シティ劇場の名称で オープン。こけら落とし公演は、ミュージカル「オペラ座の怪人」。
- 1998年12月15日 -「キャッツ」通算4,000公演目を当劇場で達成。
- 2003年6月11日 - 通算入場者数200万人突破。
- 2010年5月8日 -「エビータ」千秋楽をもって、劇団四季の常設専用劇場としての使用を終了。
- 2010年11月30日 - 「キャナルシティ劇場」としてリニューアルオープン。
- 2017年6月、劇団四季の通年公演が復活[14]。
- 2022年4月、劇団四季の通年公演が終了[10][11][12]。
- 2022年7月、サンライズプロモーション東京の専用劇場となり、2.5次元舞台、能、歌舞伎、落語など伝統芸能の上演を予定している[15]。